# Симфония № 6 (Нильсен)
Симфония № 6 «Простая», FS 116 (без номера опуса) — последняя симфония Карла Нильсена, над которой композитор начал работать в августе 1924 года. В конце октября того же года Нильсен писал своему другу Карлу Йохану Михаэльсену:
Она [Шестая симфония] в целом будет отличаться от других моих симфоний, поскольку она будет более лёгкой для прослушивания.
Первая часть сочинения была закончена в конце ноября 1924 года, когда композитор был в Копенгагене, а работу над второй частью Нильсен завершил в последних числах декабря. В конце января 1925 года он вместе с женой отправился на Лазурный Берег, где ему пришлось отложить планы написания симфонии, чтобы выполнить заказ на произведение «Эббе Скаммельсон». Нильсен закончил писать партитуру этого произведения накануне своего шестидесятилетнего юбилея (9 июня). Во время поездки в Дамгор в середине июля 1925 года композитор смог продолжить работу над Шестой симфонией.
Последняя часть композиции была окончательно завершена к 5 декабря 1925 года. Первое исполнение симфонии Датским королевским оркестром состоялось 11 декабря. Копенгагенских рецензентов смутил стиль новой симфонии. Нильсен назвал произведение «Sinfonia semplice» («Простая симфония»). Она и по сей день является наименее исполняемой из всех шести симфоний.
По словам музыкального критика Роберта В. Симпсона, данная работа Нильсена может быть частично автобиографической; композитор только что испытал огромный успех благодаря премьере Пятой симфонии, но также перенес серию сердечных приступов. Ему предстояло написать ещё несколько произведений, но в последние шесть лет жизни атмосфера его композиций стала меняться.

## Структура
Симфония состоит из четырёх частей:

### 1. Tempo guisto
Первая часть открывается партией колокольчиков, за которой следует скрипичная мелодия в соль мажоре.
Далее следует фугальная секция, которая сменяется двумя мелодическими отрезками неспокойного характера. Завершается первая часть в ля-бемоль мажоре.

### 2. Humoreske
Вторая часть написана только для духовых и ударных инструментов, партии которых как бы «противостоят» друг другу.

### 3. Proposta Seria
Тема третьей части:

### 4. Tema con variazioni
Четвёртая часть состоит из вступления (звучание фанфар), темы, вариаций и коды на тему в си-бемоль мажоре.
Симфония заканчивается громкой нотой си-бемоль в исполнении двух фаготов.

## Исполнительский состав
- 2 флейты
- 2 гобоя
- 2 кларнета in A
- 2 фагота
- 4 валторны in F
- 2 трубы in F
- 3 тромбона (2 тенора, 1 бас)
- туба
- литавры
- колокольчики
- ксилофон
- треугольник
- тарелки
- малый барабан
- бас-барабан
- струнные